# Cúcuta

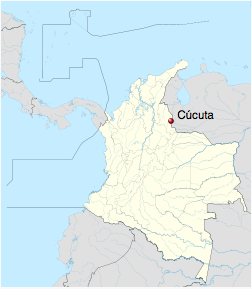
Harta cu amplasarea localității

Cúcuta (San José de Cúcuta) oraș cu ca. 740.000 de locuitori, capitala departamentului Norte de Santander, Columbia. Localitatea se află în nord-estul țării la granița cu Venezuela.7°53′39″N 72°30′14″V / 7.89417°N 72.50389°V